# جنایات جنگی چتنیک‌ها در جنگ جهانی دوم
جنایات جنگی چتنیک‌ها در جنگ جهانی دوم (انگلیسی: Chetnik war crimes in World War II) چتنیک‌ها‌، پادشاهی یوگسلاوی و ملی‌گرایان صرب و رزمندگان چریکی وابسته، جنایات جنگی متعددی را در طول جنگ جهانی دوم مرتکب شدند که عمدتاً علیه جمعیت غیر صرب پادشاهی یوگسلاوی، عمدتاً مسلمانان و کروات‌ها، و علیه پارتیزان‌های یوگسلاوی به رهبری کمونیست‌ها انجام شد. و حامیان آنها اکثر مورخانی که این پرسش را مورد بررسی قرار داده‌اند، جنایات چتنیک‌ها علیه مسلمانان و کروات‌ها در این دوره را نسل‌کشی می‌دانند.